# Dicyclohexylamin
Dicyclohexylamin ist eine chemische Verbindung aus der Gruppe der aliphatischen Amine.

## Gewinnung und Darstellung
Dicyclohexylamin kann aus Cyclohexanon durch hydrierende Aminierung oder in höherer Ausbeute aus Cyclohexanon und Cyclohexylamin mit Palladium-Kohle-Katalysatoren bei einem Wasserstoffdruck von 0,4 MPa hergestellt werden. Ferner kann es aus Phenol mittels hydrierender Aminierung oder aus Phenol und Anilin unter entsprechenden Bedingungen und mit dem Einsatz von Katalysatoren hergestellt werden. Dicyclohexylamin entsteht auch als Nebenprodukt bei der Herstellung von Cyclohexylamin aus Anilin und Cyclohexanol bzw. Cyclohexanon.

## Eigenschaften
Dicyclohexylamin ist eine farblose Flüssigkeit mit aminartigem Geruch, welche mischbar mit fast allen gebräuchlichen Lösungsmitteln ist. Seine wässrige Lösung reagiert alkalisch. Ab einer Temperatur von 256 °C zersetzt sich die Verbindung, wobei Kohlenmonoxid, Kohlendioxid und Stickstoffoxide entstehen.

## Verwendung
Dicyclohexylamin wird als Zwischenprodukt bei der Herstellung von Öladditiven, Insektiziden, Emulgatoren, Korrosionsschutzmitteln, Weichmachern, Vulkanisationsbeschleunigern und Farbstoffen verwendet.

Das Carbonat und das Nitrit werden als flüchtige Korrosionsinhibitoren eingesetzt.

## Sicherheitshinweise
Die Dämpfe von Dicyclohexylamin können mit Luft ein explosionsfähiges Gemisch (Flammpunkt 99 °C) bilden. Bei Kontakt mit nitrosierenden Agenzien (z. B. Nitriten, Salpetriger Säure, nitrosen Gasen) kann es zur Bildung von krebserzeugenden Nitrosaminen kommen, wobei Dicyclohexylnitrosamin keine krebserzeugende Wirkung zeigt.